# Râul Covasna, Bahlui
Râul Covasna este un curs de apă, afluent al râului Jijia.